# السمنة في مصر
تعد مصر من بين الدول ذات أعلى معدلات السمنة في منطقة الشرق الأوسط وشمال إفريقيا، حيث بلغت نسبة السمنة بين البالغين في مصر 39.7% في 2019  مقارنة بـ 31.3% في 2015، مع ارتفاع ملحوظ على مر السنين. كما أشارت دراسة أخرى عام 2017 إلى أن 35.3% من البالغين المصريين يعانون من السمنة، وهي النسبة الأعلى عالميًا في ذلك الوقت، مع معدلات أعلى بين النساء (41.1%) مقارنة بالرجال (22.7%). 

## الأسباب
ترجع أسباب ارتفاع معدلات السمنة في مصر إلى عوامل متعددة تشمل التغيرات الاجتماعية والاقتصادية والثقافية:
- الانتقال الغذائي: شهدت مصر تغيرات في الأنماط الغذائية، حيث أصبحت الأطعمة عالية السعرات الحرارية، مثل النشويات (الخبز والأرز) والأطعمة الغنية بالدهون والسكريات، تشكل جزءًا كبيرًا من النظام الغذائي
- قلة النشاط البدني: يعاني المجتمع المصري من نقص في ثقافة ممارسة الرياضة، خاصة بين النساء بسبب العوامل الثقافية والاجتماعية، مثل غياب أماكن مخصصة للرياضة أو القيود على النشاط البدني في الأماكن العامة. [2]
- العوامل الاقتصادية: يلجأ العديد من المصريين، خاصة من الطبقات الفقيرة، إلى الأطعمة الرخيصة عالية السعرات مثل النشويات لتلبية احتياجاتهم اليومية، بينما يعاني آخرون من صعوبة الوصول إلى أطعمة صحية بسبب ارتفاع تكلفتها.[3]
- التسويق والإعلانات: انتشار إعلانات الأطعمة السريعة والمشروبات السكرية، إلى جانب توافرها في الأسواق، يزيد من استهلاك هذه المنتجات، خاصة بين الشباب.